# 中心矩
在概率论或者统计学中，主動差（Central Moment，或稱中央動差，其中動差亦被稱作矩）是关于某一个随机变量平均值构成随机变量的概率分布的動差。中心矩可以反应概率分布的特征，由于高阶中心矩仅与分布的分布和形状有关，而不与分布的位置有关，所以相比原点矩使用更广泛。

## 定義
对于一维随机变量{\displaystyle X}，其{\displaystyle k}阶中心矩{\displaystyle \mu _{k}}为相對於{\displaystyle X}之期望值的{\displaystyle k}阶矩：
{\displaystyle \mu _{k}=\mathrm {E} [(X-\mathrm {E} [X])^{k}]=\int _{-\infty }^{+\infty }(x-\mu )^{k}f(x)dx}
前幾階中心矩具有較直觀的意義。
- 第0階中心矩{\displaystyle \mu _{0}}恆為1。
- 第1階中心矩{\displaystyle \mu _{1}}恆為0。
- 第2階中心矩{\displaystyle \mu _{2}}為{\displaystyle X}的方差{\displaystyle \operatorname {Var} (X)}。
- 第3階中心矩{\displaystyle \mu _{3}}用於定義{\displaystyle X}的偏度。
- 第4階中心矩{\displaystyle \mu _{4}}用於定義{\displaystyle X}的峰度。

## 性質
- 中心矩具有平移不變性。對於任意的隨機變量{\displaystyle X}和任意常數{\displaystyle c}，恆有：

{\displaystyle \mu _{n}(X+c)=\mu _{n}(X)}
- n階中心矩是n次齊次函數。

{\displaystyle \mu _{n}(cX)=c^{n}\mu _{n}(X)}
- 只有當{\displaystyle n\in \{1,2,3\}}，且{\displaystyle X}和{\displaystyle Y}為兩個互相獨立的隨機變量時，中心矩才具有加法性。

{\displaystyle \mu _{n}(X+Y)=\mu _{n}(X)+\mu _{n}(Y)}
另一個與中心矩類似，但在{\displaystyle n\geq 4}時仍保有加法性的統計量為n階累積量{\displaystyle \kappa _{n}}。